# Filip (Saliba)
Filip, imię świeckie Abd Allah Saliba (ur. 10 czerwca 1931 w Abu Mizan, zm. 19 marca 2014) – libański duchowny prawosławny, zwierzchnik Samorządnej Prawosławnej Archidiecezji Ameryki Północnej Patriarchatu Antiocheńskiego w latach 1966–2014.

## Życiorys
Był czwartym z pięciorga dzieci Eliasa i Salimy Salibów. W wieku czternastu lat rozpoczął naukę w prawosławnym seminarium duchownym w Balamand k. Trypolisu. Następnie ukończył prawosławną szkołę średnią w Homs i szkołę wyższą tego wyznania w Damaszku. W 1949 został wyświęcony na diakona i podjął pracę jako osobisty sekretarz patriarchy antiocheńskiego Aleksandra III. Od 1952 wykładał język i literaturę arabską w seminarium w Balamand.
Dzięki otrzymanemu stypendium mógł wyjechać na studia podyplomowe w Kelham Theological School i na Uniwersytecie Londyńskim. W 1956 wyjechał do Stanów Zjednoczonych, gdzie podjął dalszą naukę w greckojęzycznej Prawosławnej Szkole Teologicznej Świętego Krzyża w Brookline. Równocześnie służył w cerkwi św. Jerzego w Detroit. W 1959 uzyskał stopień licencjata na Wayne State University.
1 marca tego samego roku przyjął święcenia kapłańskie z rąk metropolity Ameryki Północnej (w jurysdykcji Patriarchatu Antiochii) Antoniego i podjął pracę duszpasterską w cerkwi św. Jerzego w Cleveland. W swojej parafii ukończył budowę centrum oświatowego i kulturalnego. W 1965 uzyskał tytuł magistra teologii (Master of Divinity) w seminarium św. Włodzimierza w Crestwood.
Po śmierci zwierzchnika Archidiecezji Ameryki Północnej metropolity Antoniego, zjazd duchowieństwa i świeckich w marcu 1966 administratury wskazał jako najodpowiedniejszego kandydata na jego następcę ks. Salibę. W lipcu tego samego roku otrzymał godność archimandryty. 5 sierpnia 1966 otrzymał oficjalną nominację biskupią od Świętego Synodu Patriarchatu Antiocheńskiego, zaś 14 sierpnia tego samego roku przyjął chirotonię biskupią z rąk patriarchy antiocheńskiego Teodozjusza VI w monasterze św. Eliasza w Dhur Szuier. 13 października 1966 miała miejsce jego intronizacja w soborze św. Mikołaja w Nowym Jorku.
W 1968 założył fundację, która funduje stypendia dla uchodźców arabskich, studiujących na kierunkach technicznych, medycznych, ekonomicznych i ścisłych. Organizował kampanie wsparcia dla arabskich uchodźców po wojnie sześciodniowej. Wielokrotnie organizował podobne akcje na rzecz ofiar katastrof naturalnych. W 1977 wsparł sumą 500 tys. dolarów Akademię Teologiczną św. Jana Damasceńskiego w Balamand. 
Interesował się zagadnieniami bieżącej polityki na Bliskim Wschodzie. Wielokrotnie spotykał się z przywódcami państwowymi i religijnymi, by rozmawiać z nimi o środkach budowania sprawiedliwego i trwałego pokoju w regionie.
Autor prac teologicznych, wierszy i medytacji oraz przekładów tekstów literackich na j. arabski. Biegle władał, obok ojczystego j. arabskiego, językiem angielskim, w mniejszym stopniu znał francuski i grecki.